# Пасаргады

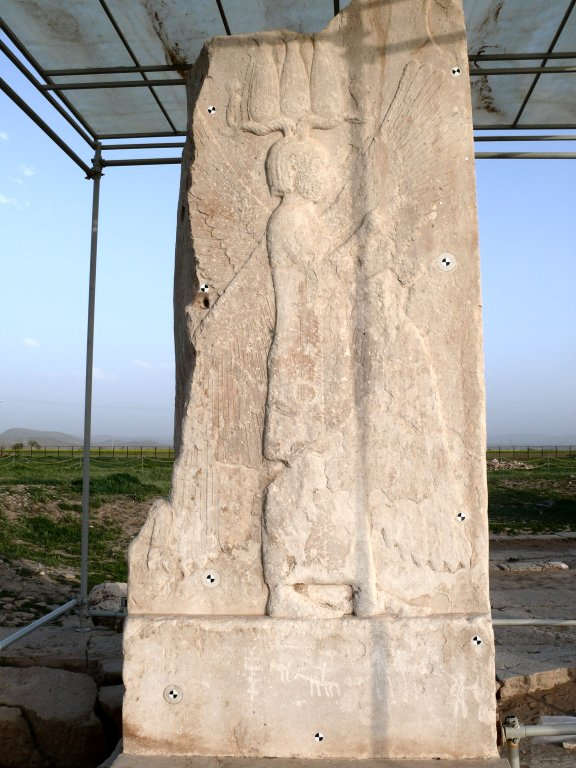
Рельеф в Пасаргадах

Пасаргады (др.-греч. Πασαργάδαι, из др.-перс. Pāθra-gadā «защитная булава», совр. перс.  پاسارگاد‎, Пасаргад, эламск. Батракаташ) — древний персидский город, первая столица империи Ахеменидов.
Пасаргады расположены близ современного города Мадере-Солейман на территории бахша Пасаргад шахрестана Пасаргад остана (провинции) Фарс в Иране, на расстоянии 87 км к северо-востоку от Персеполя, в 130 км от Шираза.

## История

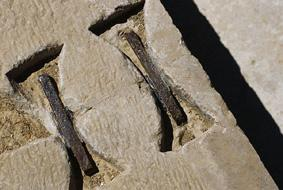
Скобы ласточкин хвост из Пасаргад

Кир Великий начал в 546 до н. э. строительство своей столицы, однако он умер, когда строительство ещё не завершилось. Город стал столицей. Позднее Дарий I построил Персеполь и перенёс столицу туда.
В археологическую зону входит мавзолей Кира, Тахт-Мадере-Солейман, руины двух царских дворцов и сады типа чахар багх- четырехчастные сады. Всего археологическая зона покрывает площадь 1,6 км².
Планировка города осуществлялась так, чтобы он мог выдержать землетрясения достаточно большой силы.

## Устройство комплекса
В данном комплексе находятся следующие строения. К западу от города Мадере-Солейман находится гробница Кира Великого, которая состоит из небольшой погребальной камеры с двускатной крышей, воздвигнутой на шести каменных ступенях, где каждая последующая ступень меньше предыдущей, нижней.
На расстоянии примерно 1 км от гробницы Кира Великого находятся руины трёх зданий дворцового типа на небольшом расстоянии друг от друга: дворец R, дворец S, дворец Р. От дворца R сохранился дверной проем с барельефами, дворец S считается дворцом приемов, а дворец P — главным дворцом. Там находятся и развалины крепости, построенной на каменном трехступенчатом фундаменте, которая достигала высоты в 14 метров в момент постройки и была названа «Тюрьма Сулеймана», однако установить ее предназначение всё еще не удалось. Некоторые предполагают, что это сооружение было гробницей шахов, складом или же хранилищем, где располагались важные для правителей предметы или предметы религиозного культа. В северном углу дворцового комплекса располагаются два квадратных основания каменных колонн высотой в 2 метра. Об их предназначении выдвигалось множество версий.

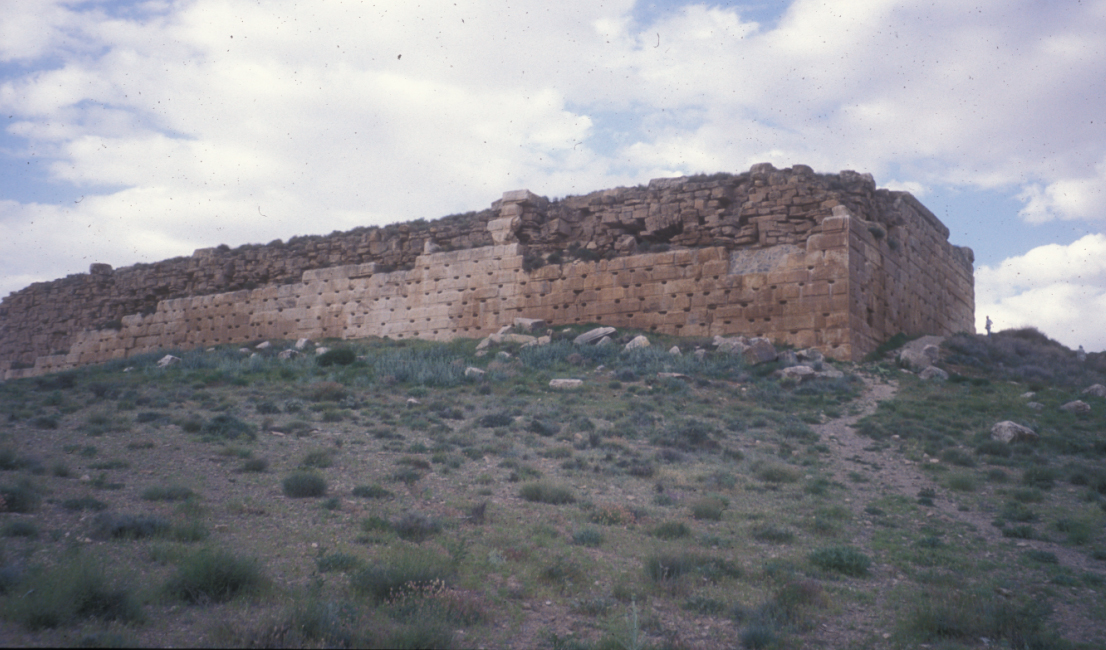
Тахт-Мадере-Солейман на холме Талл-и Тахт

Ещё одним объектом комплекса является Тахт-Мадере-Солейман («Трон Матери Соломона») — большая, сложенная из камня платформа на западной стороне холма Талл-и Тахт («Тронный холм»). Платформа является частью незавершённого  строительством дворца времён Кира Великого и свидетельствует о внезапном прекращении строительных работ в городе Пасаргады. Дарий I возвёл на платформе и прилегающей территории  крупное сооружение из сырцового кирпича с крепкими стенами.
В Пасаргадах были найдены 24 барельефа, на которых на трёх языках: эламском, вавилонском и древнеперсидском, высечена фраза «Я — Кир, царь Ахеменидов».
На основе описаний древних авторов и проведенных археологических раскопок было установлено, что каждое из зданий дворцового комплекса было окружено большими садами.
В целом, то он Пасаргады являются собранием произведений древневосточного искусства в одном месте и символом расцвета таких отраслей искусства, как архитектура, скульптура и раскраска зданий в эпоху Ахеменидов. Комплекс стал образцом для дальнейшего создания Персеполя.

## Гробница Кира

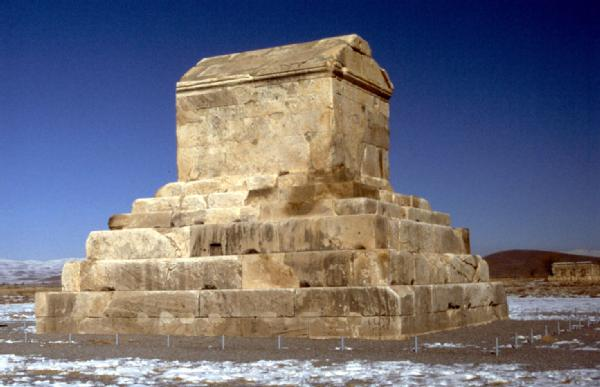
Мавзолей Кира

К погребальной камере ведут шесть широких ступеней, размеры камеры 3.17 х 2,11×2.11 m. В 330 г. до н. э. гробницу посетил Александр Македонский. Во время пребывания царя в Индийском походе гробница была разграблена; по возвращении Александр велел казнить грабителей.
Когда местность заняли арабы, среди них распространилось поверье, что гробница принадлежит матери пророка Сулеймана (царя Соломона). С именем Соломона легенда связала и другие сооружения Пасаргад.
Наряду с пирамидой Джосера, мавзолей Кира послужил архитектурным прообразом щусевского мавзолея Ленина на Красной площади.
Вблизи этой гробницы высечен краткий и скромный клинописный персидско-эламо-вавилонский текст — «Я — Куруш, царь, Ахеменид», а также изображено охранявшее бывший здесь дворец крылатое существо в эламском царском наряде и с головным убором египетских богов. Принадлежность этой гробницы Киру едва ли может подвергаться сомнениям хотя бы из-за полного соответствия сооружения с описанием, например, у Аристовула, которому Александр поручил заботиться о его сохранности.
Тем не менее, некоторыми исследователями атрибуция данного сооружения как мавзолея Кира считается документально не доказанным. По наиболее распространенной из альтернативных версий это здание могло служить зороастрийским святилищем огня. Также существует версия о том, что Кир похоронен под так называемым «Кубом Заратустры» в некрополе Накше-Рустам.

## Сивандская плотина
Строительство плотины началось 19 апреля 2007 года. Археологи и историки протестуют против строительства, памятники древней столицы могут быть затоплены или сильно повреждены из-за резкого повышения влажности почв.

## Галерея

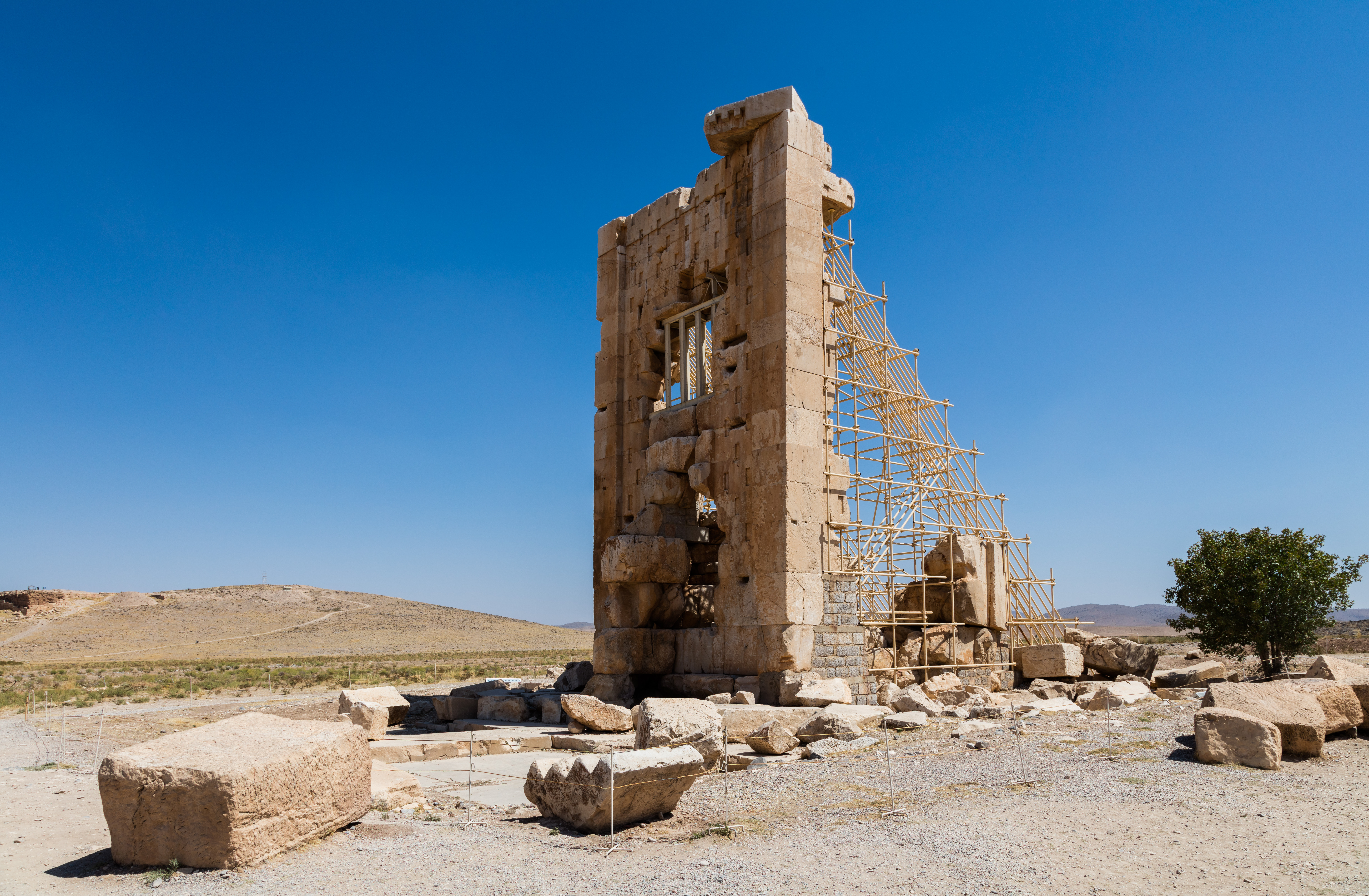
Так называемая «Тюрьма Соломона»
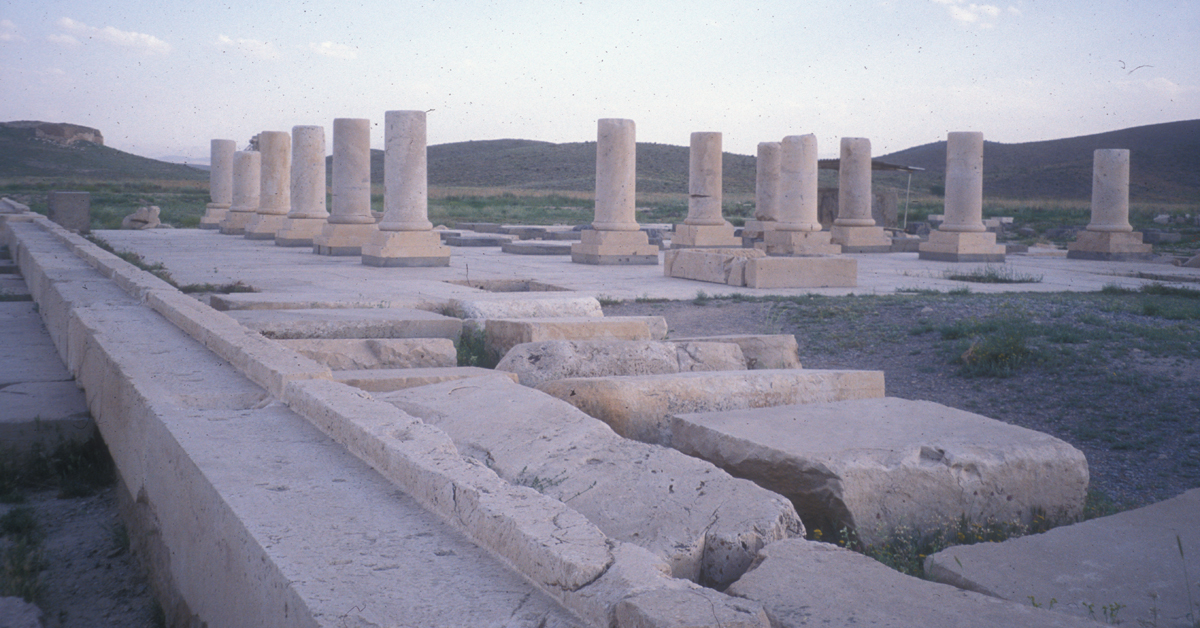
Дворец Кира
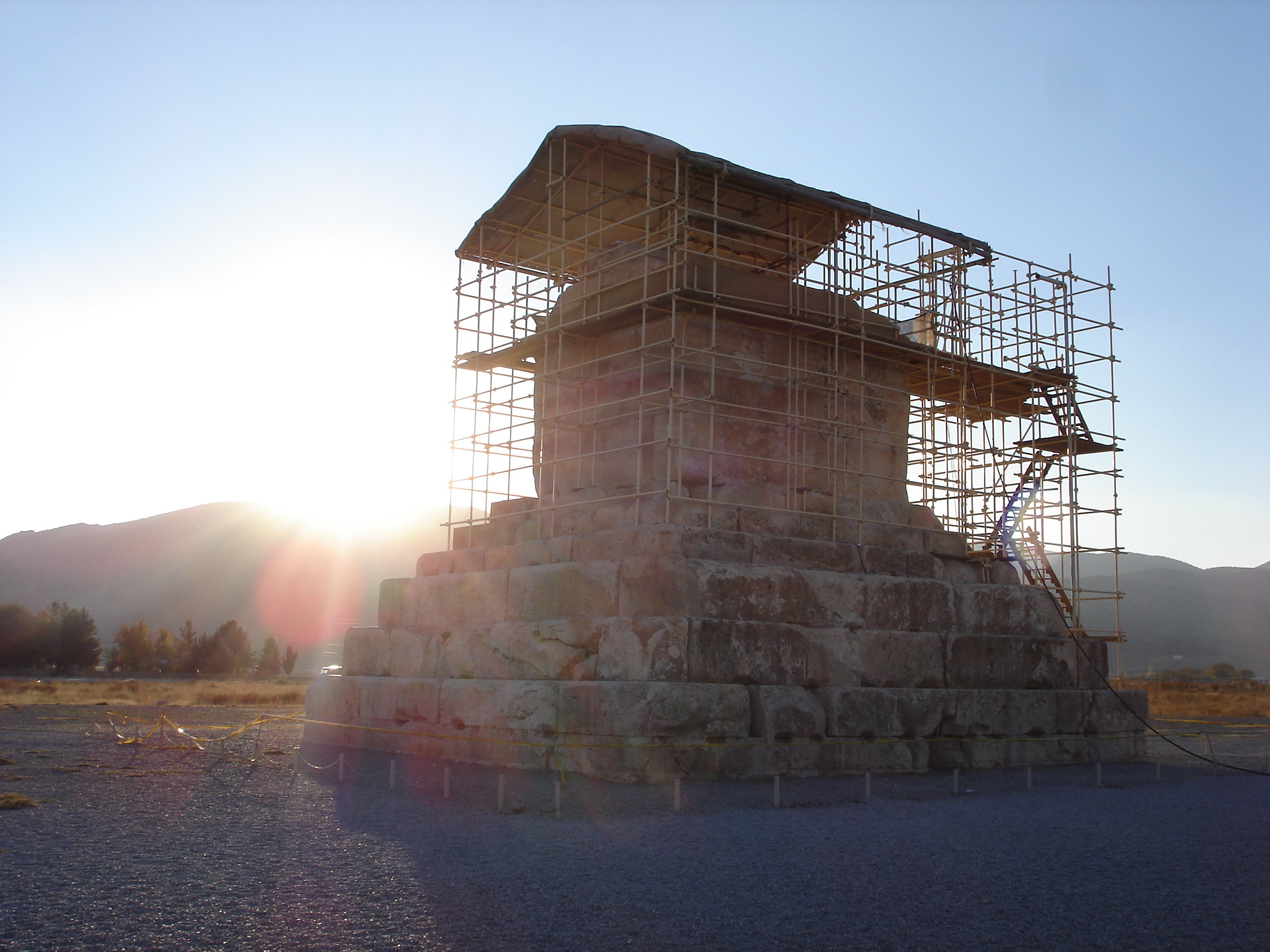
Гробница Кира (в процессе реставрации)
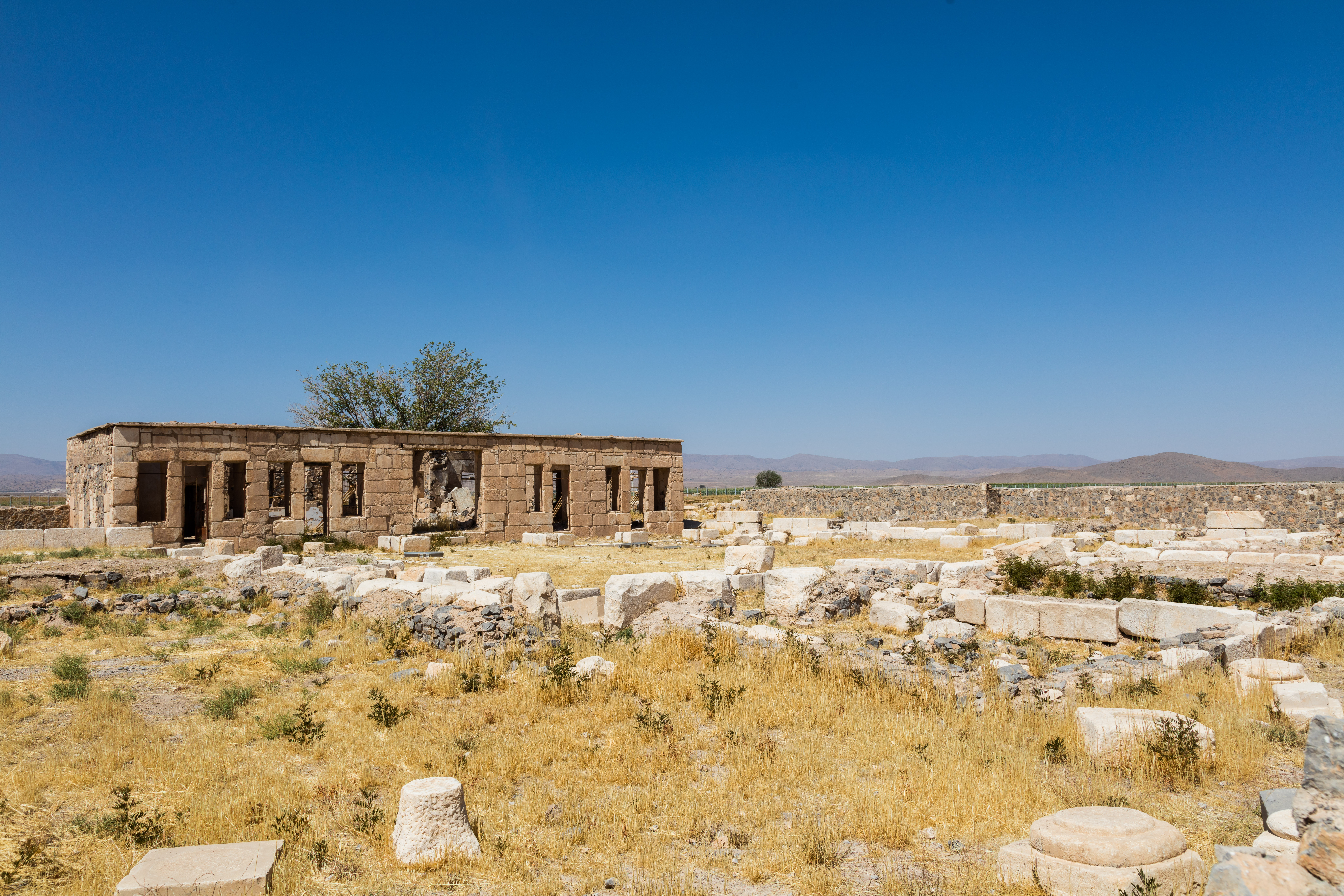
Караван-сарай
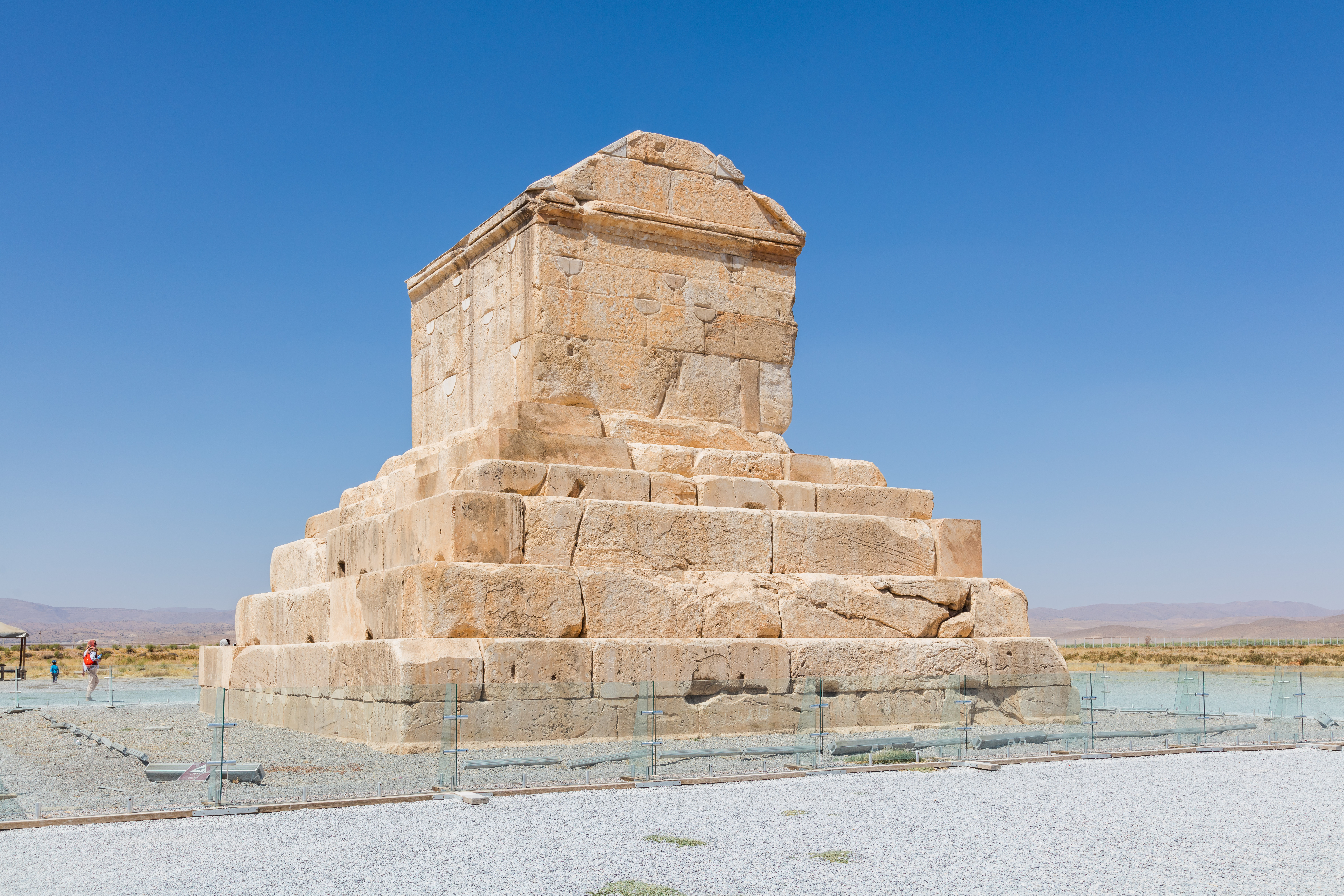
Гробница Кира